# 존 리스고
존 아서 리스고(John Arthur Lithgow, 1945년 10월 19일 ~ )는 미국의 배우이다. 에미상을 여섯 차례, 골든 글로브상을 두 차례, 토니상을 두 차례 수상하였고, 아카데미상, BAFTA, 그래미상 등에 후보 지명되었다. 2001년 할리우드 명예의 거리에 입성하였으며, 2005년 미국 극장 명예의 전당(American Theater Hall of Fame)에 헌액되었다.

## 출연 작품

### 영화
- 올 댓 재즈 (1979)
- 필사의 추적 (1981)
- 가프 (1982)
- 애정의 조건 (1983)
- 환상 특급 (1983)
- 자유의 댄스 (1984)
- 해리와 헨더슨 (1987)
- 동행 (1991, The Boys)
- 카인의 두 얼굴 (1992)
- 천사의 음모 (1993, Love, Cheat & Steal)
- 클리프행어 (1993)
- 시빌 액션 (1998)
- 슈렉 (2001) - 파콰드 영주 역 (애니메이션)
- 오렌지 카운티 (2002)
- 킨제이 보고서 (2004)
- 드림걸스 (2006) - 제리 해리스 역
- 쇼퍼홀릭 (2009)
- 프로포즈 데이 (2010) - 잭 브레이디 역
- 러브 이즈 스트레인지 (2014)
- 인터스텔라 (2014)
- 미스 슬로운 (2016) - 상원 의원 론 M. 스펄링 역
- 어카운턴트 (2016) - 러마 블랙번 역
- 대디스 홈 2 (2017)
- 베아트리스 앳 디너 (2017)
- 공포의 묘지 (2019) - 주드 크랜들 역
- 투모로우 맨 (2019, The Tomorrow Man)
- 밤쉘: 세상을 바꾼 폭탄선언 (2019) - 로저 에일스 역
- 더 버블 (2022)
- 플라워 킬링 문 (2023)
- 엘리안과 빛나는 마법 모험 (2024) - 볼리나르 장관 역
- 콘클라베 (2024) - 트렘블레이 추기경 역

### 텔레비전
- 솔로몬 가족은 외계인 (1996-2001)
- 덱스터 (2009)
- 더 크라운 (2016-19)

### 연극
- M. 버터플라이 (1988)
- 십이야 (2007)